# Xenija Alexandrovna Rappoportová
Xenija (Ksenija) Alexandrovna Rappoport (rusky Ксе́ния Алекса́ндровна Раппопо́рт; * 25. března 1974, Leningrad, Sovětský svaz) je ruská divadelní a filmová herečka.
V roce 2015 získala ocenění Národní umělec Ruské federace.